# سامی مارتینز (تگزاس)
سامی مارتینز (به انگلیسی: Sammy Martinez) یک منطقهٔ مسکونی در ایالات متحده آمریکا است که در شهرستان استار، تگزاس واقع شده‌است. سامی مارتینز ۱۱۰ نفر جمعیت دارد.